# 잉글랜드 공화국
잉글랜드 공화국(영어: Commonwealth of England)은 잉글랜드 내전 이후 올리버 크롬웰이 이끄는 의회파가 찰스 1세를 처형한 후 수립한 공화정 국가이다. 1649년 찰스 1세를 처형한 후 잉글랜드 의회는 잉글랜드 공화국 선포법을 제정하였다. 1653년 스코틀랜드와 아일랜드를 병합하였으며 이후 1659년까지 잉글랜드 스코틀랜드 아일랜드 공화국(호국경 정치)을 정식 국호로 사용하였으며, 이 기간 동안 올리버 크롬웰은 호국경으로서 잉글랜드를 통치하였다. 올리버 사후 아들 리처드 크롬웰이 뒤를 이어 호국경에 오르나 얼마 안되어 왕정복고가 이루어져 공화국은 해체되고 동군연합 형태의 삼국으로 다시 나눠졌다.

## 같이 보기
- 영국 공화주의 운동